# Яо Син
Яо Син (на китайски: 姚興; на пинин: Yaó Xīng) е император на Късна Цин, управлявал от 394 до 416 година.

## Биография
Яо Син е роден през 366 година в семейството на Яо Чан от народа цян, който по това време е военачалник на империята Ранна Цин. Яо Син също служи в двора на Ранна Цин, като известно време е помощник на престолонаследника Фу Хун. През 384 година Яо Чан се отделя от Ранна Цин и става владетел на новосъздадената държава Късна Цин. Яо Син е сред неговите приближени и често командва столичния гарнизон по време на походите на баща си.
През 394 година Яо Чан умира и Яо Син го наследява като владетел на Късна Цин. Малко след това Ранна Цин започват голямо настъпление срещу него, но той успява да разбие войските им, като пленява и убива императора Фу Дън. През следващата година Ранна Цин е окончателно унищожена, като повечето нейни територии са присъединени към Късна Цин. През 399 година Яо Син успява да отнеме от империята Дзин важния град Лоян. През 400 година завзема Западна Цин, като нейния владетел Цифу Гангуей остава да управлява областта като негов служител. През 401 година за негови васали се признават Късна Лян, Южна Лян, Западна Лян и Северна Лян.
През 402 година Яо Син започва война с империята Северна Уей, но войските му претърпяват няколко поражения. Изглежда по това време той приема и започва активно да пропагандира будизма под влияние на монаха Кумараджива. През 403 година Късна Лян е унищожена от съседите си, като предава последните си територии на Късна Цин и по този начин се създава късноцински анклав между васалните Северна и Южна Лян. Няколко години по-късно Яо Син го предава на Южна Лян. През 405 година той доброволно връща на Дзин няколко области, присъединени през предходните години.
През 407 година Яо Син сключва мир със Северна Уей, но неговият военачалник Хълиен Бобо отцепва североизточните области, създавайки държавата Ся. През 408 година воюва неуспешно срещу Ся и Южна Лян, а през следващата година Западна Цин възстановява самостоятелността си. През следващите години се изострят отношенията с Дзин.
Яо Син умира през 416 година в Чанан и е наследен от сина си Яо Хун, но година по-късно империята Късна Цин е унищожена.